# Lijst van burgemeesters van Vierpolders
Dit is een lijst van burgemeesters van de voormalige Nederlandse gemeente Vierpolders tot die gemeente op 1 januari 1980 opging in de gemeente Brielle.
| Ambtsperiode | Naam burgemeester                | Partij of stroming | Bijzonderheden                                                                                     |
| ------------ | -------------------------------- | ------------------ | -------------------------------------------------------------------------------------------------- |
| 1816 - 1822  | Mr. Helenus Marius van Andel     |                    | schout                                                                                             |
| 1822 - 1823  | Hendrik Nieuwland(t) Krijnsz.    |                    | schout                                                                                             |
| 1823 - 1852  | Pieter van Andel                 |                    | schout/burgemeester                                                                                |
| 1852 - 1857  | Jean de Rouville                 |                    | tevens burgemeester van Nieuwenhoorn (1852-1857) en schout/burgemeester van Oudenhoorn (1819-1858) |
| 1857 - 1880  | Helenus Wilhelmus Croes          |                    | |
| 1880 - 1882  | Jacob Johan Pieter Tichler       |                    | |
| 1882 - 1911  | Jan Marius van der Lugt Melsert  |                    | |
| 1910 - 1911  | Arij Scheijgrond                 |                    | |
| 1911 - 1914  | Daniël Constant Mees             |                    | |
| 1914 - 1915  | Willem Scheijgrond Bzn.          |                    | |
| 1915 - 1952  | Mr. Adriaan Pieter van den Blink |                    | tevens burgemeester van Zwartewaal (1932-1952)                                                     |
| 1952 - 1964  | Auke (A.A.) Beckeringh van Rhijn | CHU                | tevens burgemeester van Zwartewaal, later o.a. burgemeester van Beilen                             |
| 1964 - 1974  | Jacob Gerard Bosch               | PvdA               | tevens burgemeester van Zwartewaal, later burgemeester van Olst                                    |
| 1974 - 1979  | Bastiaan Jozias Korstanje        | PvdA               | tevens burgemeester van Zwartewaal, later waarnemend burgemeester van Klaaswaal                    |